# Voldemort
Voldemort е дистрибутиран склад за съхранение на данни, който е проектиран като ключ – стойност хранилище. Той се използва от LinkedIn за решаване на проблема със съхранението на данни с висока скалируемост, където простото функционално разделяне не е достатъчно. Кръстен е на въображемия герой Lord Voldemort от поредицата книги „Хари Потър“
Voldemort е още в процес на разработка. Той не е нито обектно – ориентирана, нито релационна база данни. Voldemort не се опитва да съблюдава условните връзки и ACID свойствата. Тя е голяма, дистрибутирана, недопускаща грешки и пропуски хеш таблица.